# Pararaeolaimus magaloamphidus
Pararaeolaimus magaloamphidus är en rundmaskart som beskrevs av Timm 1961. Pararaeolaimus magaloamphidus ingår i släktet Pararaeolaimus och familjen Axonolaimidae. Inga underarter finns listade i Catalogue of Life.